# Rotundabaloghia traseri
Rotundabaloghia traseri – gatunek roztocza z kohorty żukowców i rodziny Rotundabaloghiidae.
Gatunek ten został opisany w 2009 roku przez Jenő Kontschána.
Roztocz ten osiąga 260–270 μm długości idiosomy. Cechuje się tarczką brzuszną pozbawioną ornamentacji. Tarczka genitalna u samicy szersza niż u R. woelkeli. Tarczka piersiowa u samca ornamentowana. Szczeciny wentralne na tarczce brzusznej pary drugiej, szóstej, siódmej i ósmej oraz szczeciny adanalne są długie. Krawędzie tych siódmej i ósmej paty gładkie. Dziewiąta para szczecin wentralnych nie występuje.
Gatunek znany z Brazylii.